# Grenoble Volley Université Club
Maillots
Le Grenoble Volley Université Club est un club de volley-ball français.
Le club est champion de France en 1985 et vice-champion en 1981, 1984, 1987 et 1989.
Il évolue au troisième niveau national (Elite) pour son équipe 1 masculine et au niveau Nationale 3 pour son équipe 1 féminine.

## Historique

### Champion de France 1985
Le club remporte le championnat de France en 1985 et dispute alors la Ligue des champions en 1986.
Le 9 mars 1985, l’AS Grenoble s'impose 3 sets à 0 face à Asnières sur le parquet du Gymnase du lycée Joffre de Montpellier.
C’est l’âge d’or du sport collectif grenoblois qui remporte 5 titres de champion de France dans 3 sports différents (Rugby, Hockey et Volley) en 13 ans.
L’équipe de 1985 : Appourchaux, Baud, Bauer, Bouvier, Chevrier, Faito, Jurkovitz, Miguet, Rochas et Syracuse.

### Grenoble Volley Université Club 1997
Le Grenoble Volley Université Club est issu en 1997 de la fusion de l'Association Sportive Grenobloise (AS Grenoble) et du Grenoble Université Club volley-Ball (GUC Volley).

## Palmarès
- France :
  - Championnat de France (1)
    -  : 1985
    -     : 1981, 1984, 1987, 1989
    -     : 1979, 1982, 1983, 1988

  - Coupe de France
    -   : 1985, 1987

- Europe :
  - Ligue des champions
    - Quart de finaliste : 1986

  - Coupe d'Europe CEV
    -  : 1983
    - Quatrième : 1981,1983, 1990

## Effectifs

### Saison 2016-2017 (Elite)
Entraîneur : Christophe Meneau
| N° | Noms                 | Taille | Poste   | Club 2016-2017 |
| -- | -------------------- | ------ | ------- | -------------- |
| 2  | Miroslav Vrban       | 202    | Central | GVUC           |
| 3  | Brice Taglang        | 186    | Passeur | Neuhof         |
| 4  | Benoit Valle         | 193    | Central | GVUC           |
| 5  | Samuel Repellin      | 194    | Pointu  | GVUC           |
| 6  | Damien Van Den Eshof | 191    | Passeur | GVUC           |
| 7  | Théo Viron           | 194    | Recep/4 | GVUC           |
| 8  | Ronan Dreno          | 182    | Libéro  | GVUC           |
| 9  | Tcheni Petro         | 198    | Pointu  | GVUC           |
| 10 | Adrien Clément       | 197    | Recep/4 | GVUC           |
| 13 | Jérémy Chevrier      | 183    | Libéro  | GVUC           |
| 14 | Tanguy Chone         | 196    | Recep/4 | GVUC           |
| 15 | Amaury Graca         | 196    | Central | GVUC           |
| 16 | Clément Morrachini   | 190    | Passeur | ASUL Lyon      |

### Saison 2014-2015 (Elite)
Entraîneurs : Jérôme Fraisse. entraîneur- adjoint : Yvan Gillet
| N° | Noms                 | Taille | Poste                     |
| -- | -------------------- | ------ | ------------------------- |
| 1  | Petko Kolev          | 195    | Réceptionneur - attaquant |
| 2  | Didier Nack          | 195    | Pointu                    |
| 6  | Damien Van Den Eshof | 191    | Passeur                   |
| 7  | Théo Viron           | 188    | Réceptionneur - attaquant |
| 8  | Jeremy Chevrier      | 183    | Libéro                    |
| 9  | Tcheni Petro         | 196    | Pointu                    |
| 10 | Adrien Clément       | 194    | Réceptionneur - attaquant |
| 11 | Julien Imbert        | 194    | Central                   |
| 12 | Guillaume Dunand     | 197    | Central                   |
| 13 | Bela Bunford         | 205    | Central                   |
| 14 | Tanguy Choné         | 192    | Réceptionneur - attaquant |

### Saison 2012-2013 (Nat 1)
Entraîneur :  Claudio Zulianello ; entraîneur-adjoint :  Karim Benameur

### Saison 2006-2007 (Pro B)
Entraîneur : Frédéric Trouvé  France
| Numéro | Nom                  | Taille | Nationalité |
| 1      | Benoit Begue         | 1,97   | France      |
| 2      | Johan Morel          | 1,98   | France      |
| 5      | Fabien Pelc          | 2,00   | France      |
| 6      | Damien Van Den Eshof | 1,90   | France      |
| 7      | Emmanuel Bataille    | 1,87   | France      |
| 8      | Solofo Ratahiry      | 1,83   | France      |
| 11     | Christophe Bertrand  | 1,83   | France      |
| 12     | Guillaume Dunand     | 1,97   | France      |

### Saison 2005-2006 (Pro B)
Entraîneur : Frédéric Trouvé  France
| Numéro | Nom                  | Taille | Nationalité |
| 1      | Laurent Sirieix      | 1,98   | France      |
| 2      | Johan Morel          | 1,98   | France      |
| 3      | Stanley Ces          | 1,98   | France      |
| 4      | Richard Francini     | 1,93   | France      |
| 5      | Alain Denguessi      | 1,90   | Cameroun    |
| 6      | Mathias Clocheau     | 1,87   | France      |
| 7      | Damien Van Den Eshof | 1,90   | France      |
| 8      | Solofo Ratahiry      | 1,83   | France      |
| 11     | Christophe Bertrand  | 1,83   | France      |
| 12     | Yann Quercioli       | 1,85   | France      |
| 15     | Benoît Begue         | 1,97   | France      |
| 16     | Marcel Bebine        | 1,90   | Cameroun    |
| 17     | Fabien Lemaire       | 1,98   | France      |

### Saison 2004-2005 (Pro B)
Entraîneur : Frédéric Trouvé  France
| Numéro | Nom                | Taille | Nationalité |
| 1      | Laurent Siriex     | 1,98   | France      |
| 2      | Johan Morel        | 1,98   | France      |
| 3      | Sylvain Taurisson  | 1,97   | France      |
| 4      | Richard Francini   | 1,93   | France      |
| 5      | Alain Denguessi    | 1,90   | Cameroun    |
| 6      | Mathias Clocheau   | 1,87   | France      |
| 7      | Guillaume Boulogne | 1,84   | France      |
| 8      | Solofo Ratahiry    | 1,83   | France      |
| 9      | Renaud Doue        | 2,00   | France      |
| 10     | Nicolas Jaussaud   | 1,90   | France      |
| 11     | Loïc Couchy        | 1,94   | France      |
| 12     | Yann Quercioli     | 1,85   | France      |
| 14     | K. Djemai          | 1.79   | France      |
| 16     | Marcel Bebine      | 1,90   | Cameroun    |

### Saison 1989-1990 (N1 -1redivision)
Entraîneur : Jean Guidet  France
| Numéro | Nom                    | Taille | Nationalité |
|        | Pierre Bezault         | 1,98   | France      |
|        | Jean-Marc Jurkovitz    | 1,94   | France      |
|        | Christophe Meneau      | 2,03   | France      |
|        | Andy Klussmann         | 1,94   | États-Unis  |
|        | Asbjörn Volstad        | 1,94   | Norvège     |
|        | Philippe Rossard       | 1,94   | France      |
|        | Jean-Christophe Gaston | 2,00   | France      |
|        | Éric Joulaud           | 1,90   | France      |
|        | Christophe Rognon      | 1,98   | France      |

### Saison 1988-1989 (N1 -1redivision)
Entraîneur : Jean Guidet  France
| Numéro | Nom                 | Taille | Nationalité |
|        | Pierre Bezault      | 1,98   | France      |
|        | Jean-Marc Jurkovitz | 1,94   | France      |
|        | Christophe Meneau   | 2,03   | France      |
|        | Andy Klussmann      | 1,94   | États-Unis  |
|        | Asbjörn Volstad     | 1,94   | Norvège     |
|        | Laurent Chambertin  | 1,91   | France      |
|        | Jean-Loup Miguet    |        | France      |
|        | Laurent Bigot       | 1,96   | France      |
|        | Yann Goasdoué       |        | France      |

### Saison 1987-1988 (N1 -1redivision)
Entraîneur : Jean Guidet  France
| Numéro | Nom                  | Taille | Nationalité |
| 9      | Bertrand Faitg       | 1,86   | France      |
| 1      | Jean-Marc Jurkovitz  | 1,94   | France      |
| 2      | Christophe Meneau    | 2,04   | France      |
| 3      | Włodzimierz Nazalek  | 2,00   | Pologne     |
| 5      | Pascal Baud          | 1,86   | France      |
| 4      | Richard Goux         | 1,95   | France      |
| 8      | Laurent Chambertin   | 1,92   | France      |
| 7      | Jean-Loup Miguet (c) | 1,88   | France      |
| 6      | Laurent Bigot        | 1,96   | France      |
| 10     | Yann Goasdoué        |        | France      |
| 11     | Mahieddine           |        | Algérie     |

### Saison 1981-1982
Entraîneur : Bronisław (Bruno) Bedel  Pologne
| Numéro | Nom                 | Taille | Nationalité |
| ?      | Bronisław Bedel     | 1,91   | Pologne     |
| ?      | Jean-Marc Jurkovitz | 1,94   | France      |
| ?      | Bernard Dupas       | 1,98   | France      |
| ?      | Pascal Baud         | 1,86   | France      |
| ?      | Pierre Malafosse    | 1,93   | France      |
| ?      | Richard Goux        | 1,95   | France      |
| ?      | Éric Montagnon      | 1,82   | France      |
| ?      | Jean-Loup Miguet    | 1,89   | France      |
| ?      | Olivier Lefebvre    | 1,88   | France      |
| ?      | Bernard Rochas      | 1,88   | France      |

### Saison 1980-1981
Entraîneur : 
| Numéro | Nom              | Taille | Nationalité |
| ?      | Bronisław Bebel  | 1,91   | Pologne     |
| ?      | Hervé Haigron    | 1,80   | France      |
| ?      | Bernard Dupas    | 1,98   | France      |
| ?      | Pascal Baud      | 1,86   | France      |
| ?      | Richard Goux     | 1,95   | France      |
| ?      | Éric Montagnon   | 1,82   | France      |
| ?      | Jean-Loup Miguet | 1,89   | France      |
| ?      | Olivier Lefebvre | 1,88   | France      |
| ?      | Bernard Rochas   | 1,88   | France      |

## Joueurs majeurs
- Laurent Chambertin  France (passeur, 1,91 m)
- Loïc de Kergret  France (passeur, 1,93 m)
- Christophe Meneau  France (central, 2,03 m)
- Jean-Marc Jurkovitz  France (R/A, 1,94 m)
- Claudio Zulianello  Argentine (central, 2,00 m)